# Пестрокрыльницы
Пестрокрыльницы (лат. Araschnia) — род дневных бабочек из семейства Nymphalidae.

## Описание
Верхняя сторона крыльев, в зависимости от сезона, окрашена либо в рыже-чёрные, либо в темные тона со светлыми полосами. Нижняя сторона крыльев яркая и пестрая, со светлыми контрастными жилками. Внешний край крыльев волнистый с более заметными выступами на жилках M1 и Cu2 на передних крыльях и на жилке M3 на задних.

## Виды
Род включает в себя следующие виды:
- Araschnia burejana Bremer, 1861
- Araschnia davidis Poujade, 1885
- Araschnia doris Leech, 1892
- Araschnia dohertyi Moore, 1899
- Araschnia levana Linnaeus, 1758  — Пестрокрыльница изменчивая, или пестрокрыльница летняя
- Araschnia prorsoides Blanchard, 1871
- Araschnia oreas Leech, 1892
- Araschnia zhangi Chou, 1994

## Галерея

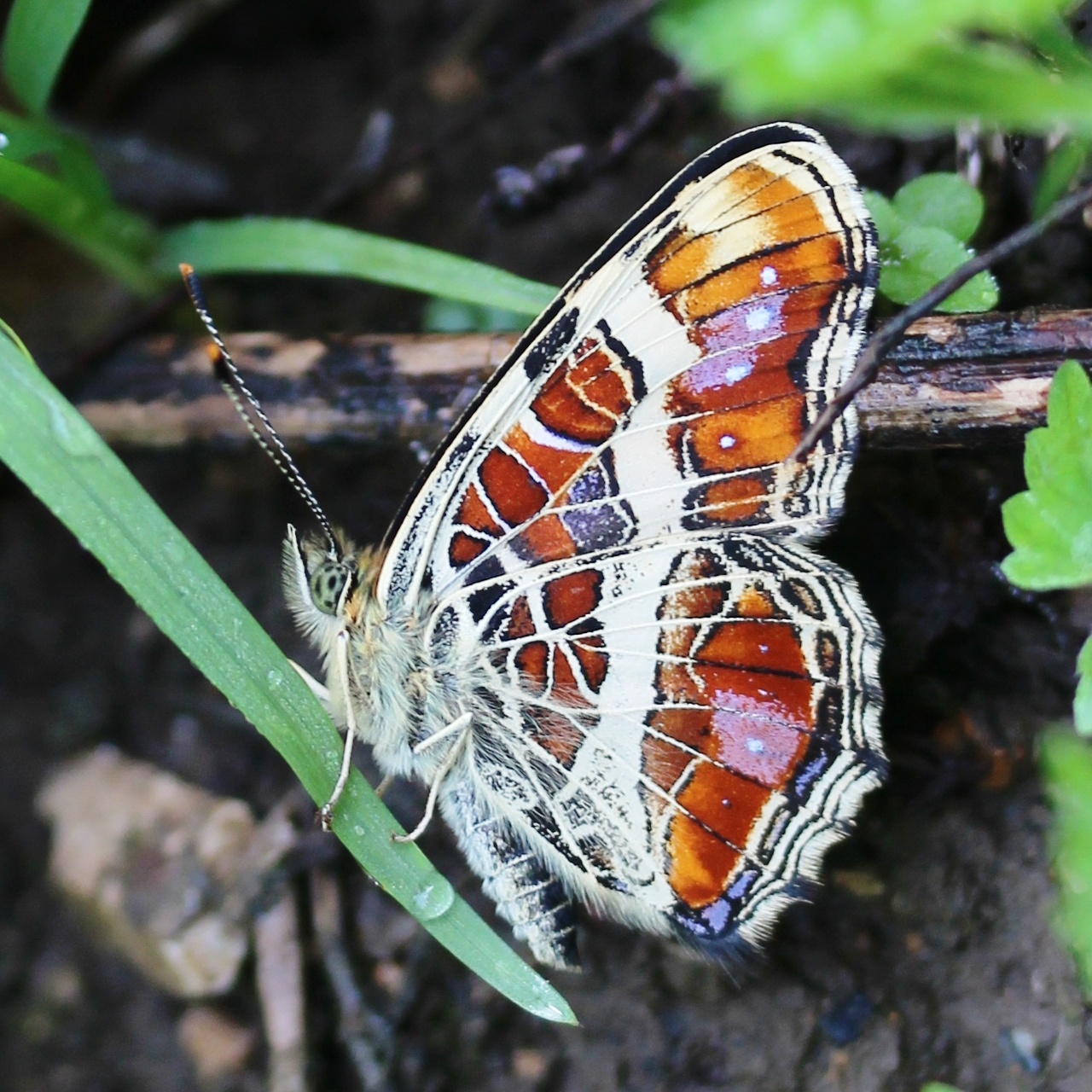
Araschnia burejana strigosa
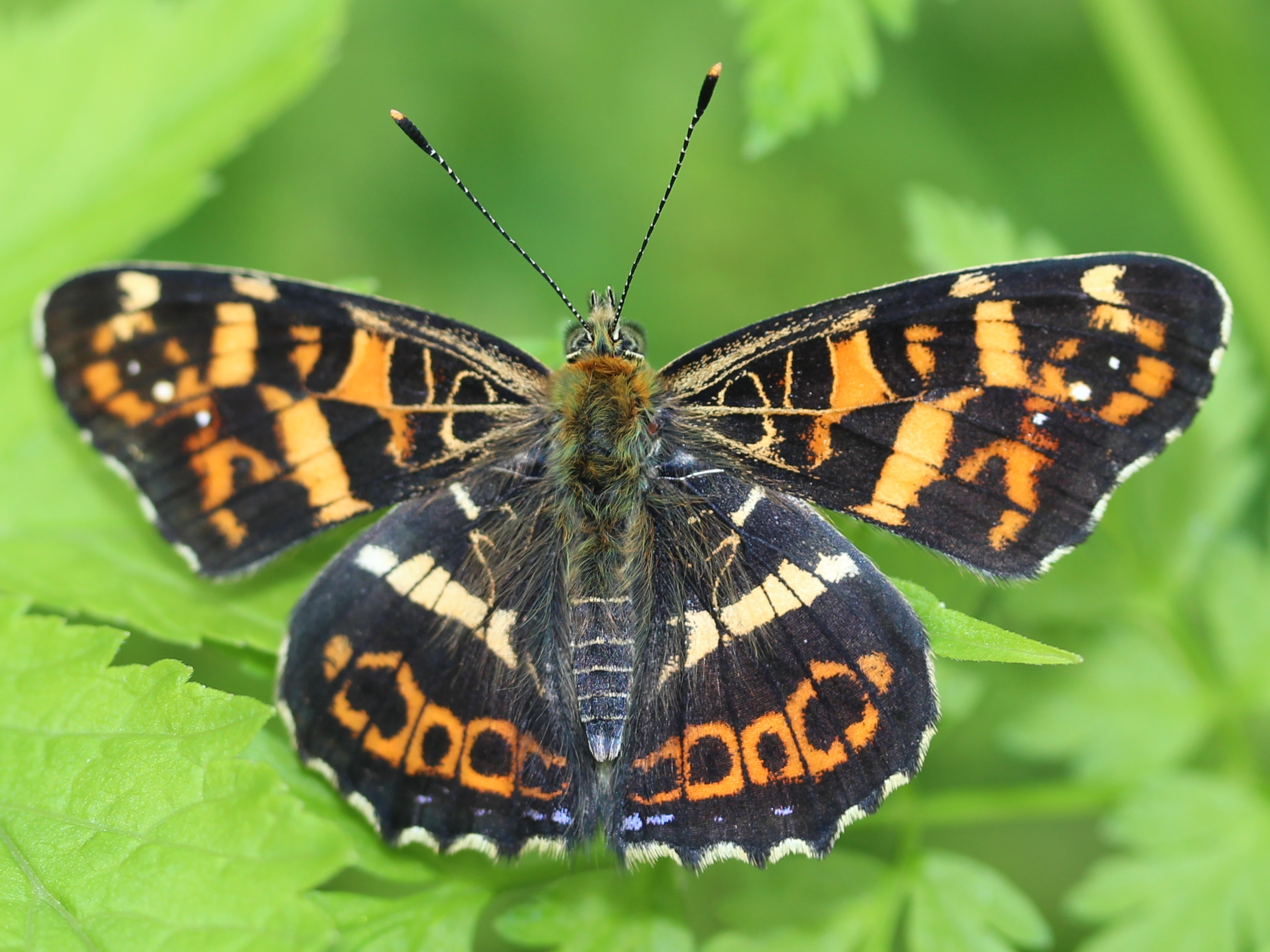
Araschnia burejana strigosa
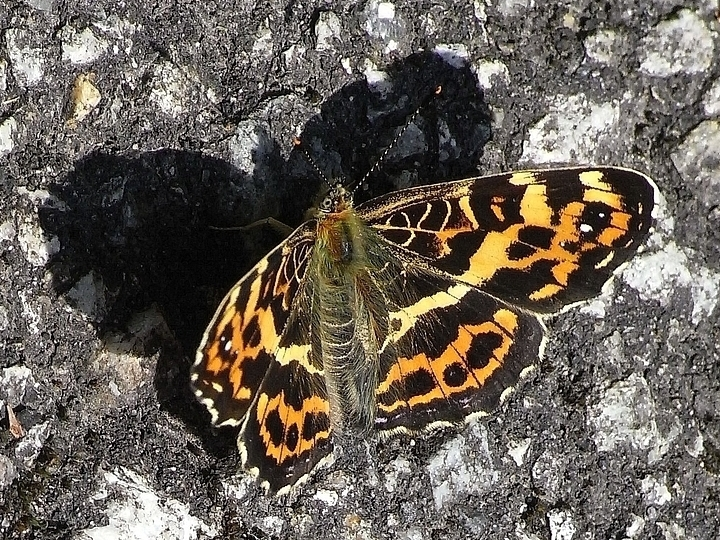
Araschnia burejana burejana
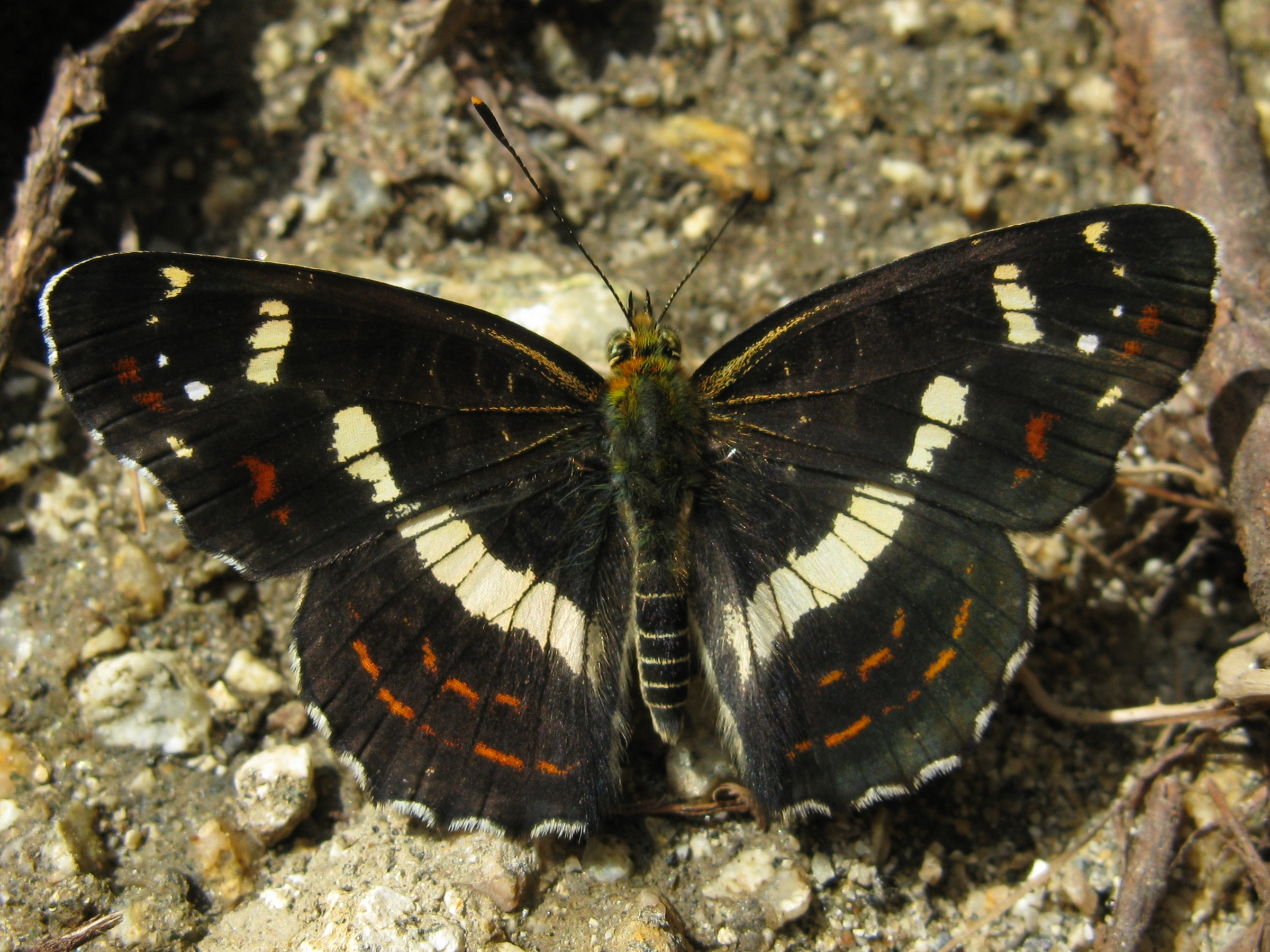
Araschnia burejana burejana
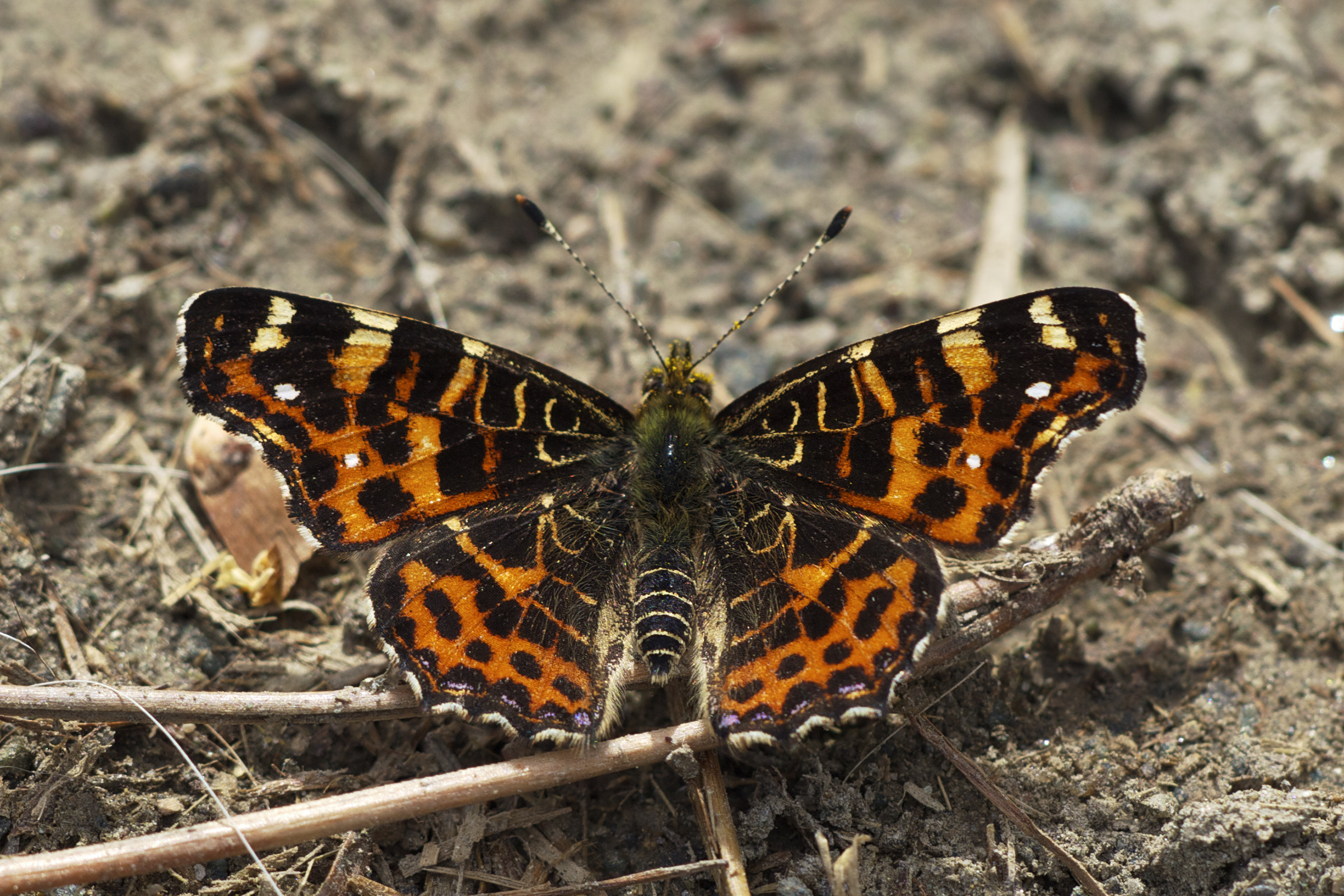
Araschnia levana
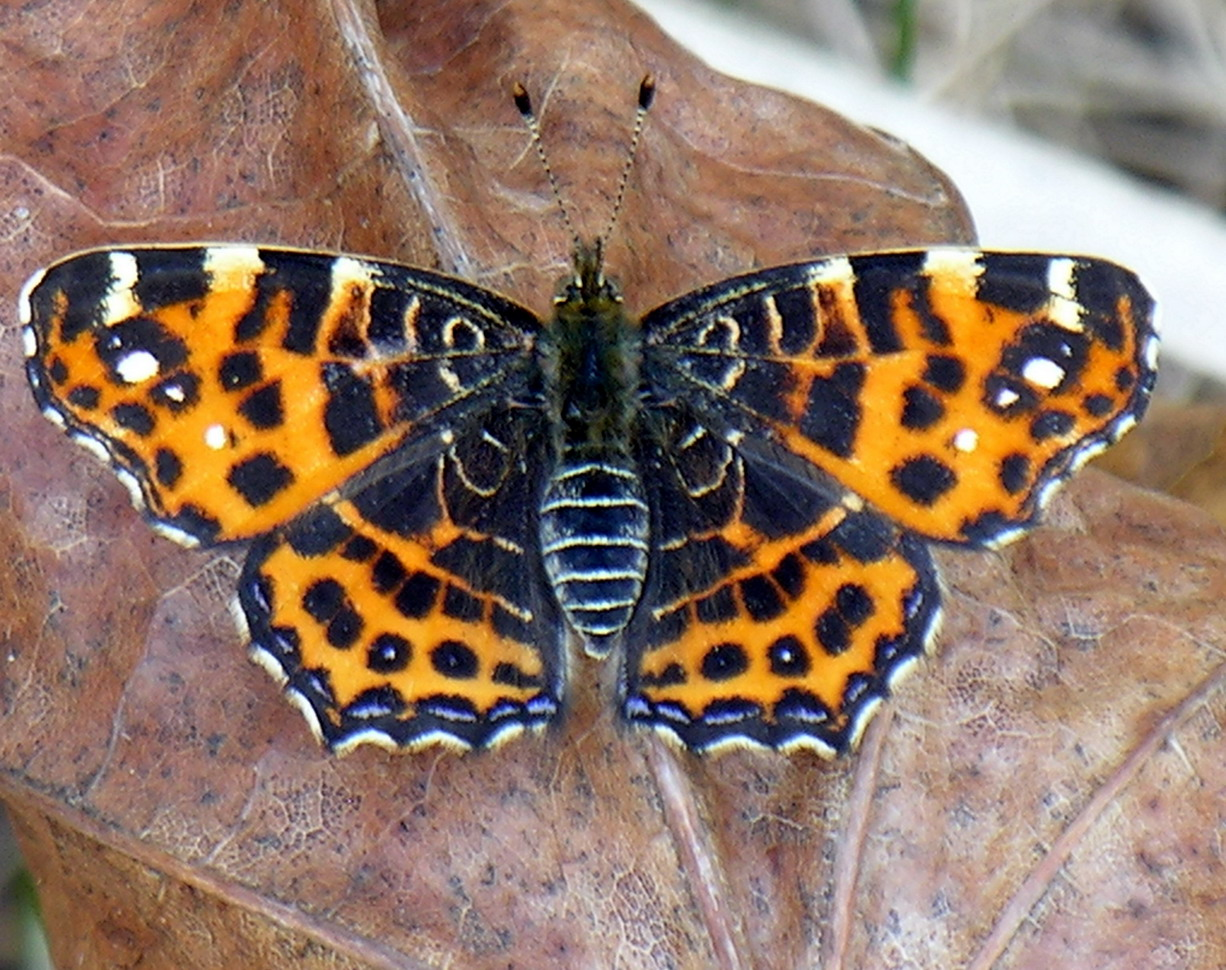
Araschnia levana